# Theodotion
Theodotion (ógörögül:  Θεοδοτίων) (2. század) zsidó származású szentírásfordító.
Efezusi ebionita családból származott. Arról ismert, hogy az Ószövetséget héberről lefordította görög nyelvre. 
Munkája inkább a Septuaginta felülvizsgálatának tekinthető a héber eredeti alapján, semmint önálló fordításnak. Művében általában a LXX-hez  ragaszkodott és csak akkor tért el, amidőn ez a héber szöveggel nem egyezett. Műve Aquila fordításával egy időben jelent meg és Órigenész felvette Hexaplájába. Figyelemre méltó, hogy Theodotion Dániel könyvének fordítását a keresztény egyház elfogadta, mig a Septuagintáét az eredeti szövegtől való lényeges eltérései miatt elvetette.